# Mètodes de captura de diòxid de carboni
Els mètodes de captura de diòxid de carboni son procediments químics que es fan servir per reduir la concentració d'aquest gas amb efecte d'hivernacle a l'atmosfera. Hi ha dos camps d'intervenció possible: la captura del fum de processos industrials i la captura de l'aire ambiental. També es fan servir per produir CO₂ pur, primera matèria per a varis processos industrials.
Les tècniques més emprades son l'adsorció i separació per membrana de gasos. Com adsorbents trobem les amines o el carbó actiu, encara que certs minerals i zeolites també son capaços d'adsorbir el gas. Un dels primers exemples industrials d'aquest procés és el Weyburn-Midale Carbon Dioxide Project del 2000.Les plantes que apliquen captacions de CO₂ redueixen fins a un 80-90% les emissions, però el consum d'energia s'incrementa amb uns 25-40%. Doncs si es fa servir energia fòssil, en cal cremar més, doncs produir més CO₂ que després s'ha de rentar també.

## Rentatge de fums industrials
Els scrubbers són dispositius i sistemes en els quals s'absorbeix el diòxid de carboni per separar-lo d'altres gasos. Es fan servir a la indústria per tractar les fums de la crema de gas natural, gasolina, petroli, carbó i biodièsel.

### Tractament amb amines
La tecnologia per separar el diòxid de carboni (CO₂) del gas natural i l'hidrogen es coneix des dels anys trenta del segle xx. La utilització d'amines és una de les tecnologies més prometedores a curt termini per tractar els gasos d'escapament de la indústria energètica, les refineries, les petroquímiques entre d'altres. Les dissolucions a baixes temperatures d'aquests compostos orgànics, són capaces d'enllaçar-se al diòxid de carboni, tot i que de forma reversible a altes temperatures. També es fan servir per captar el sulfur d'hidrogen (H₂S) generant alguns problemes de selectivitat.
{\displaystyle {\ce {R-CH2-NH2}}}+ {\displaystyle {\ce {CO2}}} ↔ {\displaystyle {\ce {R-CH2-NH2+-COO-}}}+ {\displaystyle {\ce {R-CH2-NH2}}} ↔ {\displaystyle {\ce {R-CH2-NH-COO-}}}+ {\displaystyle {\ce {NH3+-CH2-R}}}
{\displaystyle {\ce {R-CH2-NH2}}}+ {\displaystyle {\ce {CO2}}} + {\displaystyle {\ce {H2O}}}↔ {\displaystyle {\ce {HOCOO-}}} + {\displaystyle {\ce {NH3+-CH2-R}}}
{\displaystyle {\ce {R-CH2-NH2+-COO-}}} ↔ {\displaystyle {\ce {R-CH2-NH-COOH}}}
Aquestes reaccions serveixen per separar el CO₂ i el H₂S del gas, ja que es queden dissolts a l'enllaçar-se amb les ammines en forma de carbamats o hidrogencarbonats. Posteriorment aquesta dissolució rica en aquestes substàncies s'escalfa alliberant un gas concentrat en diòxid de carboni i sulfur d'hidrogen i deixant la solució d'ammines neta pel seu reciclatge i reutilització.
Hi ha diferents ammines, ordenades per importància d'ús, que es fan servir en aquest mètode de tractament de gasos:
- Dietanolamina (DEA)
- Etanolamina (MEA): si es fa servir una concentració al 32% en pes serveix per extreure només diòxid de carboni i no el sulfur d'hidrogen. En canvi una concentració al 20% serveix per captar ambdós gasos.

- Metildietanolamina (MDEA)
- Diisopropanolamina (DIPA)

La utilització de DEA i MEA són les que millor funcionen quant a reactivitat i estequiometria tot i que requereixen més energia per alliberar a posteriori el CO₂, són més corrosives i inestables que les altres amines.
En la producció de biogàs sovint és necessari utilitzar aquest mètode per extreure el CO₂ i el H₂S de la barreja per donar-li una composició més similar a la del gas natural. A més serveix per evitar possibles problemes de corrosió en les estructures metàl·liques en cremar el biogàs.
Alguns dels reptes del procés de captació del diòxid de carboni amb les amines:
- La baixa pressió del gas genera dificultats en la reactivitat de l'amina per captar el CO₂.
- Si el gas conté oxigen pot causar la degradació de les amines.
- Cal molta energia
- Problemes per emmagatzemar o tractar el CO₂[9]

S'estan investigant noves amines que augmentin l'eficiència del procés tant en la captació del CO₂ com de l'energia requerida pel reciclatge de la dissolució per ser novament utilitzada.

### Tractament amb minerals i zeolites
Alguns minerals, la majoria òxids, i zeolites poden captar reversiblement el CO₂ en forma de carbonat. Es pot fer servir òxid de calci o minerals com la serpentina, silicats d'hidròxid de magnesi i olivina.

#### Hidròxid de sodi
El mètode Zeman i Lackner per extreure el diòxid de carboni de l'aire.
El CO₂ s'absorbeix en una dissolució d'hidròxid de sodi (NaOH) per formar carbonat de sodi en una reacció exotèrmica.
2NaOH(aq) + CO₂(g) → Na₂CO₃(aq) + H₂O(l)
Na₂CO₃(aq) + Ca(OH)₂(s) →-> 2NaOH(aq) + CaCO₃(s)
ΔH° = -5.3 kJ/mol
El carbonat de sodi que precipita es recull per filtrat i posteriorment descompost tèrmicament per produir CO₂ gasós.
CaCO₃(s) → CaO(s) + CO₂(g)
ΔH° = + 179.2 kJ/mol
L'òxid de calci en aigua dona una reacció exotèrmica per donar hidròxid de calci.
CaO(s) + H₂O(l) → Ca(OH)₂(s)
ΔH° = -64.5 kJ/mol

#### Hidròxid de liti
Un altre mètode és la utilització de bases fortes com els hidròxids de calci, potassi i liti. L'hidròxid de liti es feia servir pels viatges a l'espai com per exemple el programa Apollo de la NASA.
2 LiOH(s) + 2 H₂O(g) → 2 LiOH·H₂O(s)
2 LiOH·H₂O(s) + CO₂(g) → Li₂CO₃(s) + 3 H₂O(g)
També es pot fer servir el peròxid de liti que absorbeix més CO₂ per pes que l'hidròxid amb l'avantatge que allibera oxigen.
2 Li₂O₂ + 2 CO₂ → 2 Li₂CO₃ + O₂

### Tractament amb carbó actiu
El carbó actiu es pot fer servir per extreure el diòxid de carboni de l'aire fent-lo passar a través d'aquest. Un cop saturat es pot regenerar el carbó actiu fent passar aire amb poca concentració de CO₂ fent que el diòxid de carboni atrapat s'alliberi a l'aire.

### Metal-organic frameworks(MOFs)
Aquests materials estan compostos d'ions metàl·lics o clústers coordinats a lligands orgànics per formar estructures mono, di o tridimensionals que contenen espais buits o porus. En aquests porus és on es poden inserir gasos com el diòxid de carboni per la purificació i separació de gasos entre d'altres. És una de les tecnologies més prometedores per a la captació de diòxid de carboni via adsorció. Encara no és un mètode aplicat a gran escala però les seves característiques fan que pugui ser molt selectiu pel CO₂. No és una tecnologia aplicable a gran escala perquè requereix de metalls escassos a la Terra per la seva síntesis.

## Diòxid de carboni com a primera matèria
El diòxid de carboni és un gas que pot ser utilitzat en un futur com a reactiu en diverses síntesi de compostos orgànics. És el que es coneix com a acoblament d'indústries, on un subproducte d'una indústria és utilitzat com a reactiu en un altre i s'optimitzen costos.
En aquest cas, s'estan estudiant diversos catalitzadors per transformar el diòxid de carboni en monòxid de carboni, ja que aquest és el principal reactiu en l'entrada de carboni en productes orgànics industrials. S'estan estudiant els nanocristalls de silici, que combinats amb longituds d'ona determinades provoquen la conversió del CO₂ en CO.
El monòxid de carboni pot ser emprat en diverses reaccions com hidroformilacions o la producció de combustibles com el gas de síntesi, altres derivats orgànics com el metanol, àcid acètic o fosgè.
El problema actual és que no s'aconsegueix una alta selectivitat del catalitzador ni un alt rendiment, però es una via molt prometedora de cara al futur per convertir les emissions de diòxid de carboni en un reactiu aprofitable.

### Síntesí de compostos orgànics
El CO₂ és un electròlit feble. La seva reacció amb aigua bàsica li dona aquesta característica, en aquest cas el hidròxid és el nucleòfil. Altres nucleòfils també reaccionen amb aquest. Un exemple són els carbanions presents als reactius de Grignard i els compostos d'organoliti que reacciones amb CO₂ per donar carboxilats:
MR + CO₂ → RCO₂M
On M = Li o MgBr i R = alquil o aril.
Una altra síntesi a partir de CO₂ seria la del àcid salicílic per la reacció Kolbe-Schmitt. És una reacció química caracteritzada per una carboxilació que passa quan s'escalfa el fenolat de sodi (la sal de sodi del fenol) juntament amb hidròxid de sodi i diòxid de carboni sota 100 atmosferes de pressió i 125 ° C, per després tractar el producte amb àcid sulfúric. El producte resultant és un àcid d'hidròxid aromàtic conegut com a àcid salicílic, un dels precursors de l'aspirina.

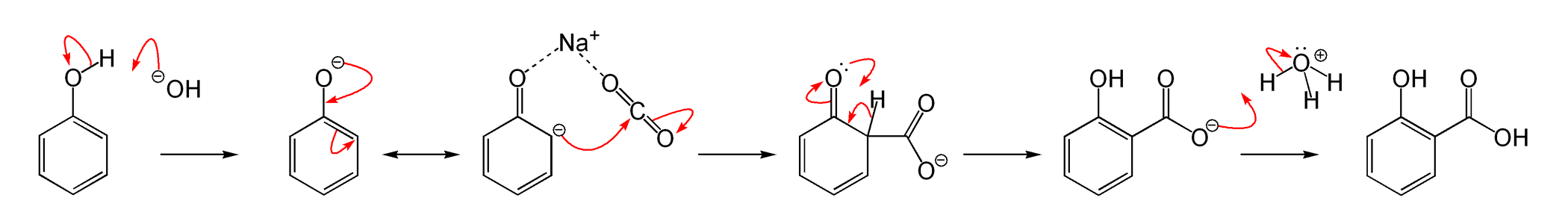
Mecanisme reacció Kolbe Schmitt.

Una reacció també important a la indústria que utilitza CO₂ és la síntesi d'urea. Aquesta síntesi es realitza a partir d'amoniac i anhidre carbonic (CO₂) gaseos. La reacció té lloc en dos passos. En el primer pas els reactius mencionats formen un producte intermedi anomenat carbamat d'amoni i en el segon pas el carbamat es deshidrata per formar urea.
2NH₃(g) + CO₂ (g)  ↔ NH₂ – COONH₄(l)
NH₂–COONH₄ (l) ↔  NH₂ –CO –NH₂ (l) + H₂O(l)

### Conversió de CO₂ a CO
La reducció de CO₂ a CO és normalment una reacció difícil i lenta:
    CO₂ + 2 e- + 2H + → CO + H₂O
El potencial redox per a aquesta reacció al voltant de pH 7 és aproximadament -0,53 V enfront del elèctrode normal d'hidrogen. L'enzim monòxid de carboni deshidrogenasa que conté níquel catalitza aquest procés.

## Impacte ambiental
Tot i que la captació de diòxid de carboni es un mètode per reduir les emissions de diòxid de carboni o aprofitar aquest, és un procés costós energèticament que també allibera gassos nocius. La qualitat de l'aire es veu reduïda per gassos com el NOx, SOx o NH3.
Emissions de plantes energètiques amb captadors de carboni (kg/(MW·h))
|                                                                                              | Cicle combinat de gas natural | Carbó          | Cicle combinat integrat de gasificació |
| -------------------------------------------------------------------------------------------- | ----------------------------- | -------------- | -------------------------------------- |
| CO₂                                                                                          | 43 (-89%)                     | 107 (−87%)     | 97 (−88%)                              |
| NOx                                                                                          | 0.11 (+22%)                   | 0.77 (+31%)    | 0.1 (+11%)                             |
| SOx                                                                                          | -                             | 0.001 (−99.7%) | 0.33 (+17.9%)                          |
| NH₃                                                                                          | 0.002                         | 0.23 (+2200%)  | -                                      |
| Taula 3.5 en [IPCC, 2005]. Entre parèntesis l'increment comparat sense captadors de carboni. |                               |                |                                        |

## Transport
El transport del diòxid de carboni es produeix via canonada degut al seu baix cost un cop realitzades les infraestructures i sense consum energètic, ja que el desplaçament es produeix per difusió del gas. Un altre mètode de transport son vaixells amb contenidors específics. No s'empren vehicles en l'actualitat, ja que econòmicament no es viable.

## Emmagatzematge de diòxid de carboni
Després de la captura, queda necessari l'emmagatzemar el gas de manera segura per tal d'evitar que es difongui a l'atmosfera.
Es fan servir formacions geològiques de fondària determinada. Els oceans no poden servir, degut a l'efecte de l'acidificació. El National Energy Technology Laboratory (NETL) va calcular que als Estats Units hi ha una capacitat d'emmagatzematge per un període de nou-cents anys al ritme actual d'emissions.
Aquest mètode es fonamenta en la injecció de CO₂ supercrític en zones geològiques com pous petrolífers, pous de gas natural, formacions salines o antigues mines de carbó. Estudis geològics són els que determinen si la zona es viable per emmagatzemar el gas, és molt important la impermeabilitat del medi, així com l'adsorció del diòxid de carboni amb les superfícies geològiques.
Les injeccions de CO₂ supercrític també son útils per optimitzar extraccions de petroli quan aquestes estan pràcticament exhaurides perquè el gas redueix la viscositat del petroli i facilita l'extracció del cru, una via molt factible econòmicament, ja que les despeses de la captació i emmagatzematge son recuperades amb la venta de petroli obtingut.
Alternativament, hi ha experiments per fixar el CO₂ en mineral. Es crea una reacció exotèrmica entre el CO₂ i òxids metàl·lics per produir carbonats com la calcita o magnesita. S'assaja així reproduir el procés natural de meteorització, que es fa en la natura, però amb un ritme geològic molt lent. Per accelerar la reacció i fer-la més eficient s'empren catalitzadors a altes pressions i temperatures. És una manera molt segura de fixació, ja que el CO₂ queda segrestat amb una estabilitat termodinàmica molt alta. El desavantatge és que té un alt cost energètic i doncs encara no és pas viable a escala industrial.